# Cañisaya
Cañisaya (auch: Canizaya) ist eine Ortschaft im Departamento La Paz im südamerikanischen Andenstaat Bolivien.

## Lage im Nahraum
Cañisaya ist der zentrale Ort des Cantón Cañisaya im Municipio Curva in der Provinz Bautista Saavedra. Die Ortschaft liegt in einem engen Tal der Cordillera Apolobamba au einer Höhe von 3897 m an einem der Zuflüsse des Río Mapiri, der zum Río Beni hin entwässert.

## Geographie
Cañisaya liegt im Osten des bolivianischen Altiplanos am Rande der Cordillera Central. Das Klima der Region ist ein typisches Tageszeitenklima, bei dem die mittleren Temperaturschwankungen im Tagesverlauf deutlicher ausfallen als im Ablauf der Jahreszeiten.
Die Jahresdurchschnittstemperatur der Region liegt bei 11 °C (siehe Klimadiagramm Charazani, bereinigt um die Höhendifferenz) und schwankt nur wenig zwischen 8 °C im Juni/Juli und knapp 13 °C im November/Dezember. Der Jahresniederschlag beträgt etwa 750 mm, einer viermonatigen Trockenzeit von Mai bis August mit Monatswerten von unter 25 mm steht ein regenreicher Sommer von Dezember bis März gegenüber, in dem die monatlichen Niederschlagswerte teilweise deutlich über 100 mm liegen.

## Verkehrsnetz
Cañisaya liegt in einer Entfernung von 269 Straßenkilometern nordwestlich von La Paz, der Hauptstadt des gleichnamigen Departamentos.
Von La Paz führt die asphaltierte Nationalstraße Ruta 2 in nordwestlicher Richtung siebzig Kilometer bis Huarina, von dort zweigt die Ruta 16 ab, die als asphaltierte Straße weiter in südwestlicher Richtung in 97 Kilometern entlang des Titicacasees bis Escoma führt. Von dort führt die Ruta 16 weiter als unbefestigte Piste weiter nach Norden und erreicht nach 87 Kilometern die Provinzhauptstadt Charazani, über die man auf weiteren zehn Kilometern Curva und nach noch einmal fünf Kilometern Cañisaya erreicht.

## Bevölkerung
Die Einwohnerzahl der Ortschaft ist in dem Jahrzehnt zwischen den beiden letzten Volkszählungen um knapp ein Viertel angestiegen:
| Jahr | Einwohner         | Quelle       |
| ---- | ----------------- | ------------ |
| 1992 | keine Detaildaten | Volkszählung |
| 2001 | 204               | Volkszählung |
| 2012 | 251               | Volkszählung |
| 2024 |                   | Volkszählung |

Die Region weist einen deutlichen Anteil an Quechua-Bevölkerung auf, im Municipio Charazani sprechen 87,4 Prozent der Bevölkerung Quechua.